# Bahnhof Süderlügum
Sønder Løgum Station (tysk: Bahnhof Süderlügum) er en tysk jernbanestation i Sønder Løgum.